# Минитонка Бич (Минесота)
Минитонка Бич (енгл. Minnetonka Beach) град је у америчкој савезној држави Минесота.

## Демографија
По попису из 2010. године број становника је 539, што је 75 (-12,2%) становника мање него 2000. године.
| Група             | 2000.       | 2010.       |
| Белци             | 601 (97,9%) | 532 (98,7%) |
| Афроамериканци    | 0 (0,0%)    | 0 (0,0%)    |
| Азијати           | 8 (1,3%)    | 2 (0,4%)    |
| Хиспаноамериканци | 0 (0,0%)    | 3 (0,6%)    |
| Укупно            | 614         | 539         |